# Lil Dagover

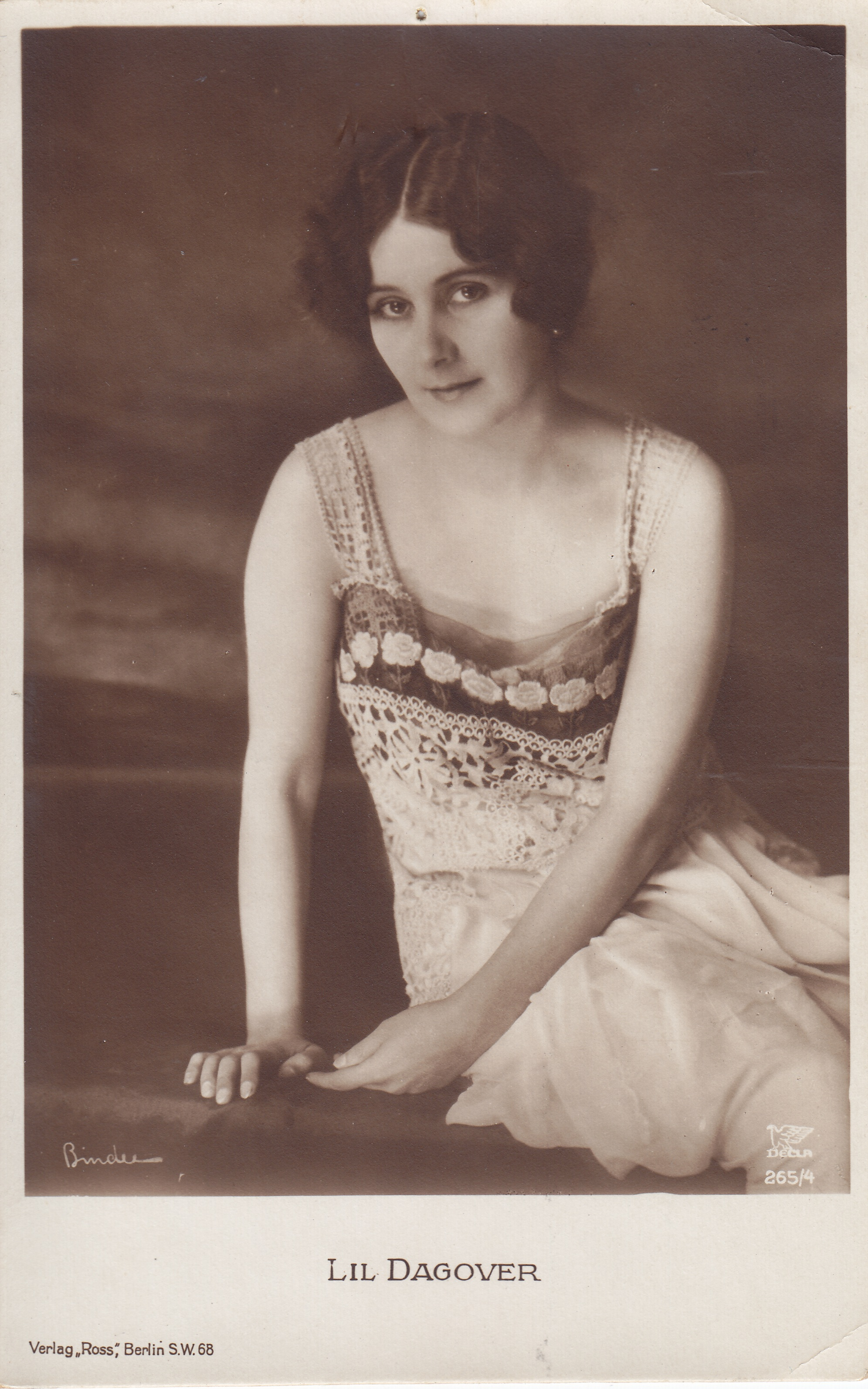
Lil Dagover, por Alexander Binder

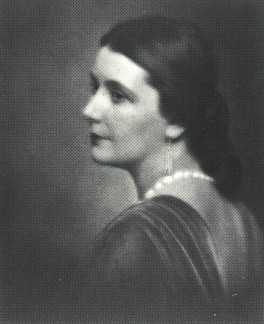
Lil Dagover 1925, fotografia por Nicola Perscheid

Lil Dagover, nome artístico de Marie Antonia Siegelinde Martha Seubert (Madium, Java Oriental, Índias Orientais Holandesas, 30 de setembro de 1887 – Grünwald, Baviera, Alemanha, 27 de janeiro de 1980) foi uma atriz alemã, ativa no teatro, no cinema e na televisão por mais de seis décadas.
Em 1913, casou-se com Fritz Daghofer, com quem teve uma filha, em 1914. O casal se divorciou em 1920. Casou-se novamente em 1926, com Georg Witte.
Dagover começou sua carreira no cinema em 1918. Em 1919, ela trabalhou pela primeira vez com Fritz Lang, em seu filme Die Spinnen (1919). No cinema falado, seus filmes mais famosos são Das alte Lied (1930), Elisabeth von Österreich (1931), Der Kongress tanzt (1931), Die Tänzerin von Sanssouci (1932), Der Flüchtling aus Chicago (1934) e Der höhere Befehl (1935). Em 1931, ela se mudou para os Estados Unidos, onde interpretou no filme The Woman from Monte Carlo, mas retornou à Alemanha. Ela continuou o seu trabalho até os anos 1970, aparecendo em Die Söhne des Herrn Gaspary (1948), Buddenbrooks (1959), Die seltsame Gräfin (1961), Karl May (1974) e Geschichten aus dem Wiener Wald (1979).
Ela faleceu na Alemanha em 23 de janeiro de 1980 e foi enterrada ao lado do segundo marido.

## Filmografia selecionada
- 1913: Schlangentanz – Diretor: Louis Held
- 1916: Die Retterin – Diretor: Christa Christensen
- 1916: Das Rätsel der Stahlkammer – Diretor: Max Mack
- 1919: Die Spinnen, 1. Der goldene See – Diretor: Fritz Lang
- 1919: Harakiri – Diretor: Fritz Lang
- 1920: Das Cabinet des Dr. Caligari – Diretor: Robert Wiene
- 1920: Der Richter von Zalamea – Diretor: Ludwig Berger
- 1921: Der müde Tod – Diretor: Fritz Lang
- 1922: Luise Millerin – Diretor: Carl Froelich
- 1922: Phantom – Diretor: Friedrich Wilhelm Murnau
- 1924: Komödie des Herzens – Diretor: Rochus Gliese
- 1925: Zur Chronik von Grieshuus – Diretor: Arthur von Gerlach
- 1925: Tartüff – Diretor: Friedrich Wilhelm Murnau
- 1926: Die Brüder Schellenberg – Diretor: Karl Grune
- 1928: Der Graf von Monte Christo – Diretor: Henri Fescourt
- 1929: Spielereien einer Kaiserin – Diretor: Wladimir Strischewski
- 1930: Der weiße Teufel – Diretor: Alexander Wolkow
- 1931: Der Kongreß tanzt – Diretor: Erik Charell
- 1931: Elisabeth von Österreich – Diretor: Adolf Trotz
- 1932: The Woman from Monte Carlo – Diretor: Michael Curtiz
- 1932: Die Tänzerin von Sans Souci – Diretor: Friedrich Zelnik
- 1934: Ich heirate meine Frau – Diretor: Johannes Riemann
- 1935: Der höhere Befehl - Diretor: Gerhard Lamprecht
- 1935: Der Vogelhändler – Diretor: E. W. Emo
- 1935: Lady Windermeres Fächer – Diretor: Heinz Hilpert
- 1936: Schlußakkord – Diretor: Detlef Sierck
- 1936: Fridericus – Diretor: Johannes Meyer
- 1936: August der Starke – Diretor: Paul Wegener
- 1937: Kreutzersonate – Diretor: Veit Harlan
- 1938: Es leuchten die Sterne – Diretor: Hans H. Zerlett
- 1940: Friedrich Schiller – Triumph eines Genies – Diretor: Herbert Maisch
- 1940: Bismarck – Diretor: Wolfgang Liebeneiner
- 1942: Wien 1910 - Diretor: E. W. Emo
- 1948: Die Söhne des Herrn Gaspary – Diretor: Rolf Meyer
- 1949: Man spielt nicht mit der Liebe – Diretor: Hans Deppe
- 1950: Es kommt ein Tag – Diretor: Rudolf Jugert
- 1950: Vom Teufel gejagt
- 1953: Königliche Hoheit – Diretor: Harald Braun
- 1953: Rote Rosen, rote Lippen, roter Wein
- 1954: Schloß Hubertus – Diretor: Helmut Weiss
- 1955: Der Fischer vom Heiligensee – Diretor: Hans H. König
- 1955: Rosen im Herbst – Diretor: Rudolf Jugert
- 1955: Die Barrings – Diretor: Rolf Thiele
- 1956: Kronprinz Rudolfs letzte Liebe – Diretor: Rudolf Jugert
- 1957: Unter Palmen am blauen Meer – Diretor: Hans Deppe
- 1959: Buddenbrooks – Diretor: Alfred Weidenmann
- 1961: Die seltsame Gräfin – Diretor: Josef von Báky
- 1969: Hotel Royal - Diretor: Wolfgang Becker
- 1973: Der Fußgänger – Diretor: Maximilian Schell
- 1974: Karl May – Diretor: Hans-Jürgen Syberberg
- 1975: Tatort: Wodka Bitter-Lemon
- 1975: Der Richter und sein Henker – Diretor: Maximilian Schell
- 1977: Die Standarte - Diretor: Ottokar Runze
- 1979: Geschichten aus dem Wienerwald – Diretor: Maximilian Schell